# Acaena myriophylla
Acaena myriophylla es una especie de planta del género Acaena, perteneciente a la familia Rosaceae.

## Taxonomía
Acaena myriophylla fue descrita por Lindl. en 1829.

## Distribución
Se encuentra en el territorio sur de Brasil hasta Argentina.